# Язданізм
Язданізм — умовна назва групи релігійних течій, поширених серед курдів. Включає алевізм, Ахл-є Хакк і єзидизм. Походить від yazdān «гідний поклоніння», споріднений з авестійським Yazata.
Вважається, що язданізм був основною релігією курдів до їх навернення до ісламу протягом Χ-XVI століть. У процесі цього він мав значний вплив ісламу і зараз більшість його прихильників формально вважаються мусульманами, а самі течії — напрямками в шиїзмі.